# 1334 Лундмарка
1334 Лундмарка (1334 Lundmarka) — астероїд головного поясу, відкритий 16 липня 1934 року.
Тіссеранів параметр щодо Юпітера — 3,246.
Названий на честь Кнута Лундмарка (1889-1958), шведського астронома.